# Verzorgingsplaats Vanenburg
Verzorgingsplaats Vanenburg is een Nederlandse snelwegparking, gelegen aan de zuidoostzijde van de A28 Utrecht → Groningen tussen afritten 9 en 10 in de gemeente Putten.
Aan de andere kant van de snelweg ligt even verderop verzorgingsplaats Oldenaller.
De naam van deze verzorgingsplaats verwijst naar Kasteel De Vanenburg dat drie kilometer verderop in Putten staat.
Richting Groningen: Vanenburg · Dasselaar · Leuvenhorst · Willemsbos · De Kraaienberg · Bornheim · De Markte · Dekkersland · Lageveen · Smalhorst · Peelerveld · Glimmermade
Richting Utrecht: Witte Molen · Zeijerveen · De Mussels · Panjerd · Haerst ·  't Loo · Vosbergen · De Haere · Hendriksbos · Drielander · Oldenaller · Hooglanderveen